# Armée Confédérée du Potomac

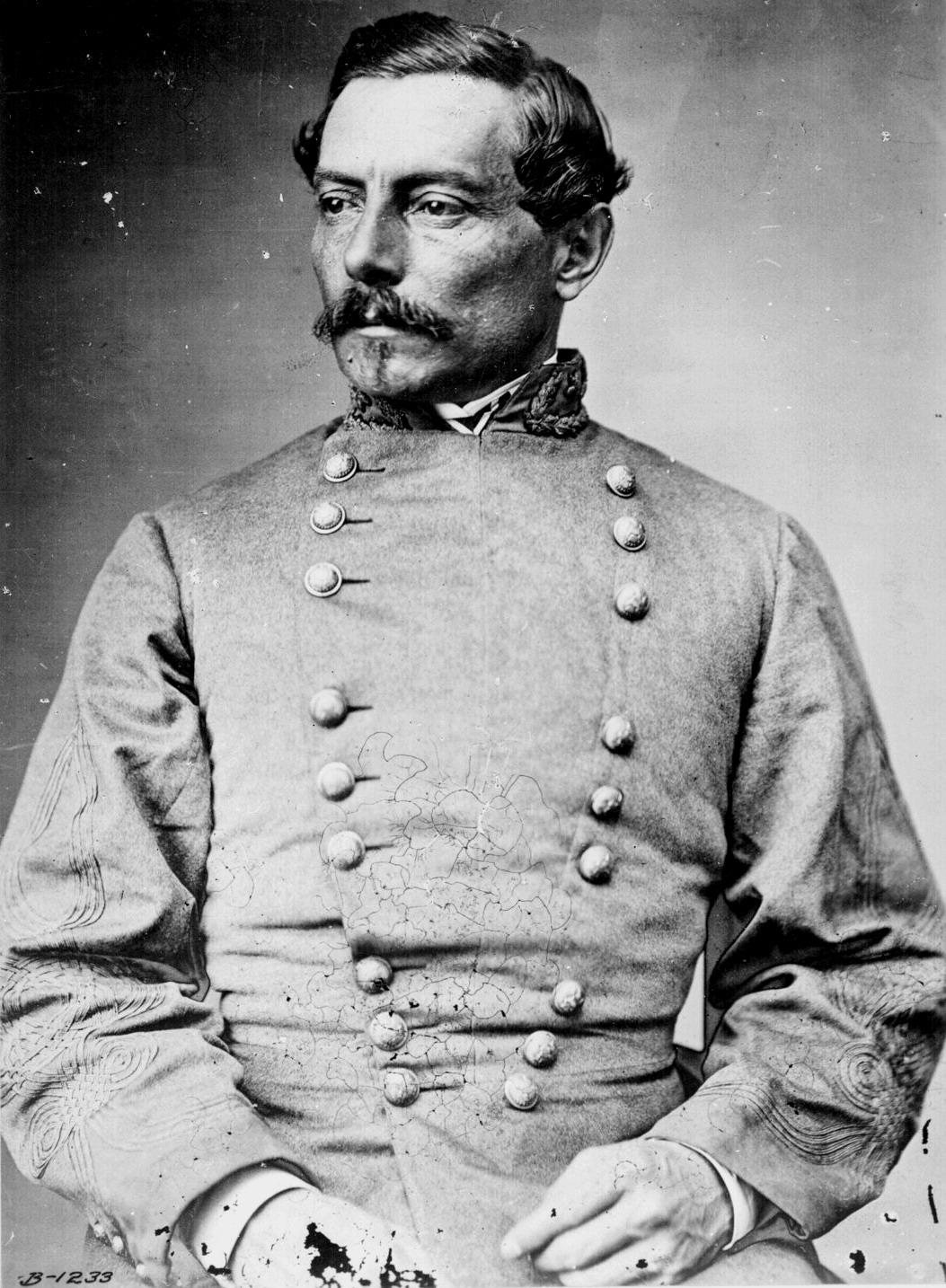
Portrait du général P.G.T. Beauregard, commandant de l'Armée Confédérée du Potomac.

L'Armée Confédérée du Potomac  est une armée des États confédérés qui a combattu dans les premiers temps de la guerre civile. L'armée était commandée par le général de brigade P.G.T. Beauregard. Sa seule grande action fut la Première bataille de Bull Run.
L'armée, avec ce nom fut de courte durée, étant donné qu'après Bull Run, l'Armée du Shenandoah a été incorporée dans l'armée du Potomac, le général Joseph E. Johnston, qui commandait l'armée de la Shenandoah en prenant le commandement. L'armée a pris le nom Armée de Virginie du Nord le 14 mars 1862, et l'armée d'origine Beauregard est devenue par la suite le Premier Corps d'Armée du Nord Virginie.